# Giải phẫu học thần kinh của sự thân mật
Mặc dù sự thân mật nói chung có liên quan đến tình yêu lãng mạn và ham muốn tình dục, nhưng theo quan điểm giải phẫu học thần kinh về sự thân mật thì cần phải được lý giải thêm để hiểu rõ hơn về chức năng thần kinh của những khía cạnh khác nhau trong mối quan hệ thân mật, đó là tình yêu lãng mạn, ham muốn tình dục, sự quyến luyến và từ chối trong tình yêu. Ngoài ra, chức năng giải phẫu học thần kinh đã biết có thể được sử dụng cho các quan sát ở những người đang trải qua các giai đoạn của sự thân mật. Việc phân tích nghiên cứu hệ thống này sẽ cung cấp cái nhìn sâu sắc hơn về cơ sở sinh học của sự thân mật, nhưng khía cạnh thần kinh cũng cần phải được tính đến, cũng như trong các lĩnh vực đòi hỏi sự quan tâm đặc biệt nhằm giảm thiểu các vấn đề liên quan đến sự thân mật, như bạo lực đối với bạn tình hoặc các vấn đề kết nối xã hội.

## Các thành phần của sự thân mật và giải phẫu thần kinh

### Sự gắn bó
Kết đôi, hay sự quyến luyến mãnh liệt, thường là khởi đầu cho mối quan hệ liên quan đến tình dục và mối quan hệ chung thủy một vợ một chồng ở nhiều loài động vật có vú. Các loài có chế độ một vợ một chồng thường thể hiện trách nhiệm dành riêng cho nhau cũng như trong việc cùng nuôi dạy con cái. Các nghiên cứu tiến hành trên chuột đồng cỏ một vợ một chồng (Microtus ochrogaster) cho thấy sự hình thành một liên kết cặp kích thích đường viền giữa tiết dopamine. Trên đường này, dopamine được giải phóng từ vùng trần trước (ventral tegmental area, VTA) đến nhân cạp (nucleus accumbens) và hồi trán trên, sau đó báo hiệu cho vùng trước cầu nhạt để hoàn thành việc xử lý thông tin tại hệ thống phần thưởng.

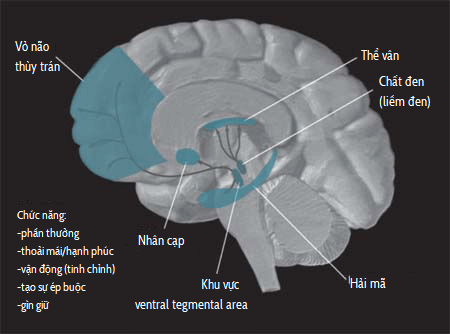
Con đường dopamine bắt đầu tại vùng não thất (VTA) và được chuyển đến vùng nhân cạp (nucleus accumbens) và hồi trán trước để giải phóng dopamine cuối cùng mang lại và gia tăng phần thưởng. Điều này giúp đem đến cảm giác khoái cảm hoặc vui thú với một kích thích nào đó và gia tăng cảm giác này khi những kích thích như lần đầu xảy ra thêm lần nữa.

Hai neuropeptide (peptide thần kinh) quan trọng hình thành liên kết cặp trung gian là oxytocin và arginine vasopressin (AVP). Mặc dù cả nam giới và nữ giới đều có cả hai chất này, tuy nhiên oxytocin được chứng minh là tồn tại chủ yếu ở nữ giới và vasopressin chủ yếu thúc đẩy ham muốn kết cặp ở nam giới. Độ đặc hiệu của receptor cần thiết cho việc giao phối: việc kích hoạt thụ thể dopamine D2 trong nhân cạp ở cả chuột đồng cỏ cái và đực đã chứng minh điều đó.  Các vị trí khác cũng được kích hoạt là đặc trưng về giới tính, chẳng hạn như thụ thể oxytocin (OTR) ở hồi trán trên và thụ thể AVP 1a (V1aR) trong vùng trước cầu nhạt.  

Thuyết Tam giác tình yêu của nhà tâm lý học Robert Sternberg mô tả những khía cạnh khác nhau trong tình yêu giữa các cá nhân.

### Tình yêu lãng mạn
Tình yêu lãng mạn là tình trạng đối tượng A quan tâm đến dối tượng B một cách đặc biệt, A chú ý vào những nét xứng đáng của B để theo đuổi. Qua hình ảnh chụp cộng hưởng từ chức năng (fMRI), các nghiên cứu đã chỉ ra rằng khu vực VTA (vùng trần trước) được kích thích khi đối tượng xem tấm hình của người yêu. Là một phần của cơ chế phần thưởng, VTA truyền tín hiệu đến các phần khác của não bộ, như nhân đuôi (Caudate nucleus) nhằm giải phóng dopamine.

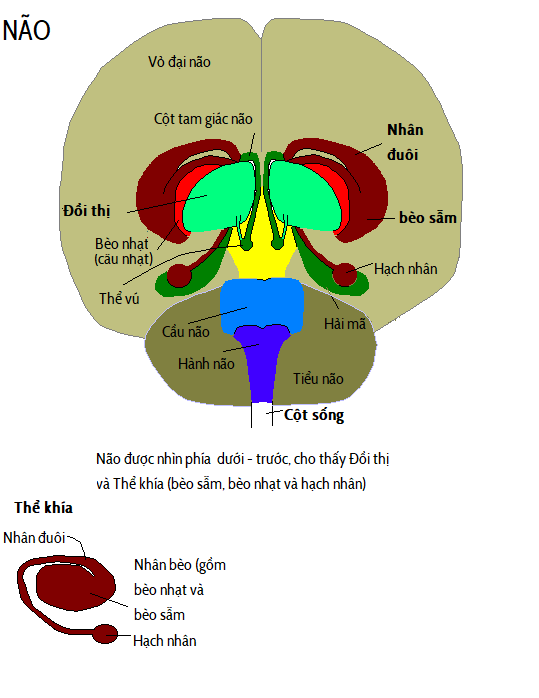
Các cấu trúc thần kinh liên quan đến tình yêu lãng mạn có quan hệ chặt chẽ với các cấu trúc liên quan đến động lực và cảm xúc.

Các nghiên cứu cũ thường quy kết tình yêu với hệ viền bao gồm thùy thái dương, vùng dưới đồi, hạch hạnh nhân và hồi hải mã. Các thành phần chức năng của hệ viền là các bộ phận quan trọng cho việc xử lý cảm xúc, động lực và trí nhớ. Cụ thể, nghiên cứu hiện tại cũng cho thấy các thành phần, chẳng hạn như vùng dưới đồi, đóng vai trò trong tình yêu lãng mạn bởi vì nó sở hữu mối liên kết với động vật có vú bằng cách tiết ra các neuropeptide, oxytocin và vasopressin. Một nghiên cứu khác đã cho thấy yếu tố tăng trưởng thần kinh (NGF), một loại neurotrophin là nền tảng cho sự tồn tại và phát triển của tế bào thần kinh, trong tình yêu lãng mạn vào giai đoạn đầu khi những đối tượng trải qua hưng phấn và lệ thuộc vào cảm xúc, vốn là một nét đặc trưng trong tình yêu lãng mạn.

### Ham muốn
Ham muốn là sự theo đuổi sự thỏa mãn tình dục. Nó chủ yếu được điều khiển bởi hệ thống nội tiết, nhưng não cũng tham gia vào quá trình xử lý thần kinh. Cụ thể, hệ trục hạ đồi - tuyến yên - tuyến sinh dục (HPG) và hệ trục hạ đồi - tuyến yên - tuyến thượng thận (HPA) đóng vai trò chính trong việc mồi tình dục cũng như phản ứng lại căng thẳng. Bởi vì sự thân mật được thúc đẩy bởi hệ thống phần thưởng, hormone steroid kích hoạt mong muốn thúc đẩy sự ưu thích hơn với đối tác và sự quyến luyến trong quá trình giao hợp.  Dopamine sau đó được giải phóng như một sản phẩm của hệ thống phần thưởng dopaminergic khi một cá nhân bị kích thích, giúp kết nối ham muốn với nhau.
Tuy nhiên, tương tác của tình dục và tình yêu lãng mạn không cùng định hướng mục tiêu, giúp xác nhận sự khác biệt trong mô hình kích hoạt não. Trái ngược với mục tiêu chính của tình yêu lãng mạn, giao hợp có thể xảy ra mà không có hai đối tượng đang yêu nhau hoặc có mối quan hệ một vợ một chồng. Đôi khi, giao hợp thậm chí có thể không xảy ra trong các mối quan hệ tình yêu lãng mạn. Tuy nhiên, nó vẫn đóng một vai trò trong việc sinh sản thành công khi có xúc tác là tình yêu lãng mạn.

### Tình yêu bị từ chối
Tình yêu bị từ chối hay tình yêu không đáp lại, còn được gọi dân dã là thất tình. Khi phải xa cách với người mình yêu thương có thể gây ra nỗi khổ tâm lớn, đôi khi thậm chí dẫn đến trầm cảm. Trong một nghiên cứu, các triệu chứng thấy ở chín người phụ nữ đã trải qua một cuộc chia tay gần đây cho thấy có liên quan đến giải phẫu thần kinh. Ăn uống, giấc ngủ và điều hòa thần kinh có mối liên kết đến vùng dưới đồi. Mất hứng thú trong cuộc sống có mối liên kết đến vùng trước thể vân và hạch hạnh nhân, những nơi đảm nhiệm chức năng xử lý cảm xúc ở phụ nữ.  

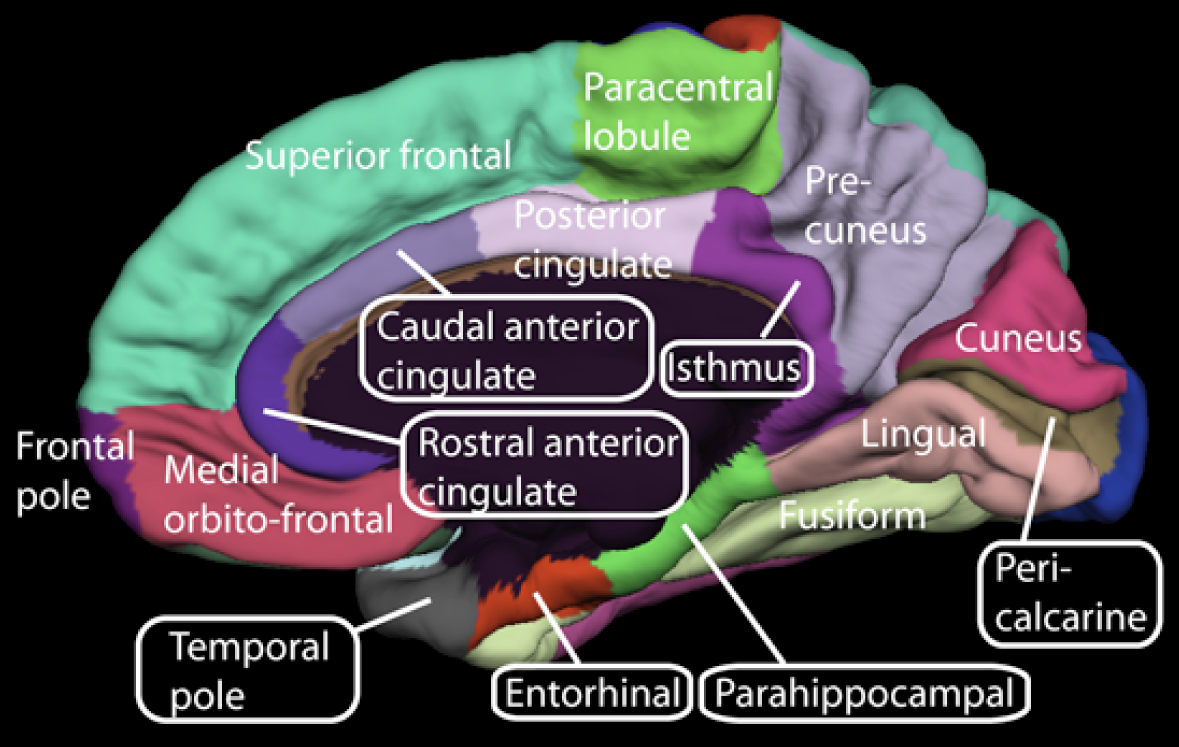
Giải phẫu thần kinh bề mặt trung gian của vỏ não có liên quan đến sự từ chối trong tình yêu. Các chức năng thường xuyên của nhiều cấu trúc giải phẫu kết nối sự từ chối trong tình yêu với động lực thúc đẩy, xúc cảm, suy nghĩ sâu sắc và hệ thống phần thưởng.

Cũng có nghiên cứu giải phẫu thần kinh ghi nhận những nơi liên quan đến tình yêu không đáp lại bao gồm tiểu não, thùy đảo, hồi đai trước và hồi trán trước. Tất cả các khu vực được kích hoạt cho thấy đã giảm hoạt động khi các đối tượng nhớ về người từng yêu của mình.
Ngược lại, một nghiên cứu khác đã quan sát thấy sự gia tăng đáng kể trong việc kích hoạt VTA cũng như kích hoạt nhân cạp. Hơn nữa, những người thất tình có sự kích thích cao hơn ở nhân cạp não phải và nhân bèo não phải so với các đối tượng đang yêu. Nghiên cứu này cuối cùng đã chỉ ra rằng các khu vực được kích hoạt trong tình yêu lãng mạn cũng được kích hoạt trong tình yêu bị từ chối. Kết quả từ nghiên cứu này cho thấy những người bị từ chối có cùng kích thích vùng não bởi vì họ vẫn "yêu" người đã từ chối mình. Do tình yêu lãng mạn tuân theo hệ thống phần thưởng dopaminergic, tính chất dự đoán của việc nhận phần thưởng cũng như quyết định mất mát hay đạt được trong việc đưa ra quyết định, cho phép mạch thần kinh trở nên thích nghi. Điều này cho phép người bị từ chối thay đổi hành vi qua hai giai đoạn. Đầu tiên là giai đoạn "phản kháng" khi họ cố gắng giành lại đối phương. Giai đoạn hai hay giai đoạn "bị từ chối" là nơi họ cảm thấy cam chịu và tuyệt vọng, cuối cùng tiếp tục cuộc sống mà không có người ấy.  Mặt khác, sự tham gia của các con đường được/mất phần thưởng bên trong cần cho sự tồn tại cung cấp cái nhìn sâu sắc về các hành vi rình rập, tự tử, ám ảnh và trầm cảm.

## Ý nghĩa thần kinh khác của hệ thống não thân mật

### Kết hợp cặp mẹ con
Sự gắn bó giữa mẹ và con phát sinh từ những thay đổi hành vi trong lúc sinh, bao gồm cả việc cho con bú. Sự giải phóng oxytocin rất quan trọng trong tiến trình sinh nở để tạo mối quan hệ mẹ con. Việc cho con bú dựa trên việc giải phóng oxytocin liên tục nhằm giải phóng sữa ở vú, giúp củng cố mối liên kết xã hội đầu tiên của trẻ sơ sinh và bà mẹ.
Mặc dù đây được coi là một loại hình khác của gắn kết xã hội kích hoạt cùng một hệ thống phần thưởng, nhưng sự gắn bó của người mẹ kích hoạt các vùng khác nhau trong não so với gắn bó với người bạn đời. Trong một nghiên cứu, sự chồng lấp của các vùng não được kích hoạt với tình yêu lãng mạn đã được tìm thấy bao gồm các nhân cạp, nhân vỏ hến (nhân bèo sẫm, putamen), nhân đuôi (caudate nucleus), rất quan trọng trong sự gắn kết xã hội. Tuy nhiên, chỉ có một số khu vực đặc trưng cho tình mẫu tử là hồi trán trước và vỏ não giữa trước trán cũng như vỏ não chẩm và vỏ não bên. Hơn nữa, oxytocin rất quan trọng giữa mẹ và con, vì vậy người ta cho rằng sự thiếu hụt oxytocin có thể ảnh hưởng đến cách mà đứa con hình thành mối quan hệ thủy chung với người bạn đời của mình trong tương lai. Điều này có thể cung cấp cái nhìn sâu sắc về các vấn đề của sự hình thành kết đôi giữa nam và nữ cũng như các vấn đề tâm lý từ việc giáo dục con cái không hiệu quả.

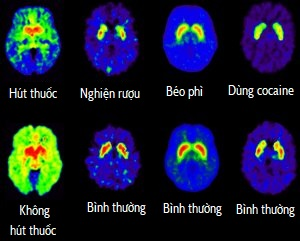
PET scan não bình thường so với não của đối tượng béo phì, đối tượng nghiện rượu và người sử dụng cocaine. Tình yêu được đề xuất để mô phỏng mô hình của một người sử dụng cocaine khi kích hoạt não.

Tình yêu kích hoạt các mạch thần kinh tương tự như các chất như cocaine. Con đường phần thưởng Dopaminergic tham gia để gợi ra một phản ứng đạt được và gia tăng một phần thưởng, do đó khiến một số nhà nghiên cứu tin rằng tình yêu như chất gây nghiện. Tình yêu và lạm dụng ma túy có sự kích thích tương tự nhau đến dopamine để nhận và gia tăng phần thưởng từ VTA. Hành động giữa hai trạng thái tinh thần rất giống với những người đang yêu trải qua sự phấn khích quá mức, mất ngủ, lo lắng và chán ăn cũng thấy ở những người dùng ma túy. Ngoài ra, hoạt động của não được quan sát thông qua chụp cắt lớp đơn photon (SPECT) cho thấy giải phóng dopamine trong hạch đáy não của một đối tượng đang yêu một cách lãng mạn có vẻ giống như một đối tượng nghiện cocaine. Mặc dù tình yêu làm gây nghiện dựa trên mạch thần kinh, nhưng nó không thể đơn giản hóa là gây nghiện bởi vì nó được thể hiện theo những cách khác nhau.

### Sự khác biệt giới tính trong bộ não thân mật

#### Xử lý cảm xúc
Hạch hạch nhân (amygdala) là một nhân tố theo chốt trong việc xử lý cảm xúc, được cho rằng khác nhau giữa nam và nữ. Ở nam giới, cảm xúc được coi là chủ yếu hướng từ bán cầu não phải; mặt khác, nó chủ yếu được hướng từ bán cầu não trái ở nữ giới.

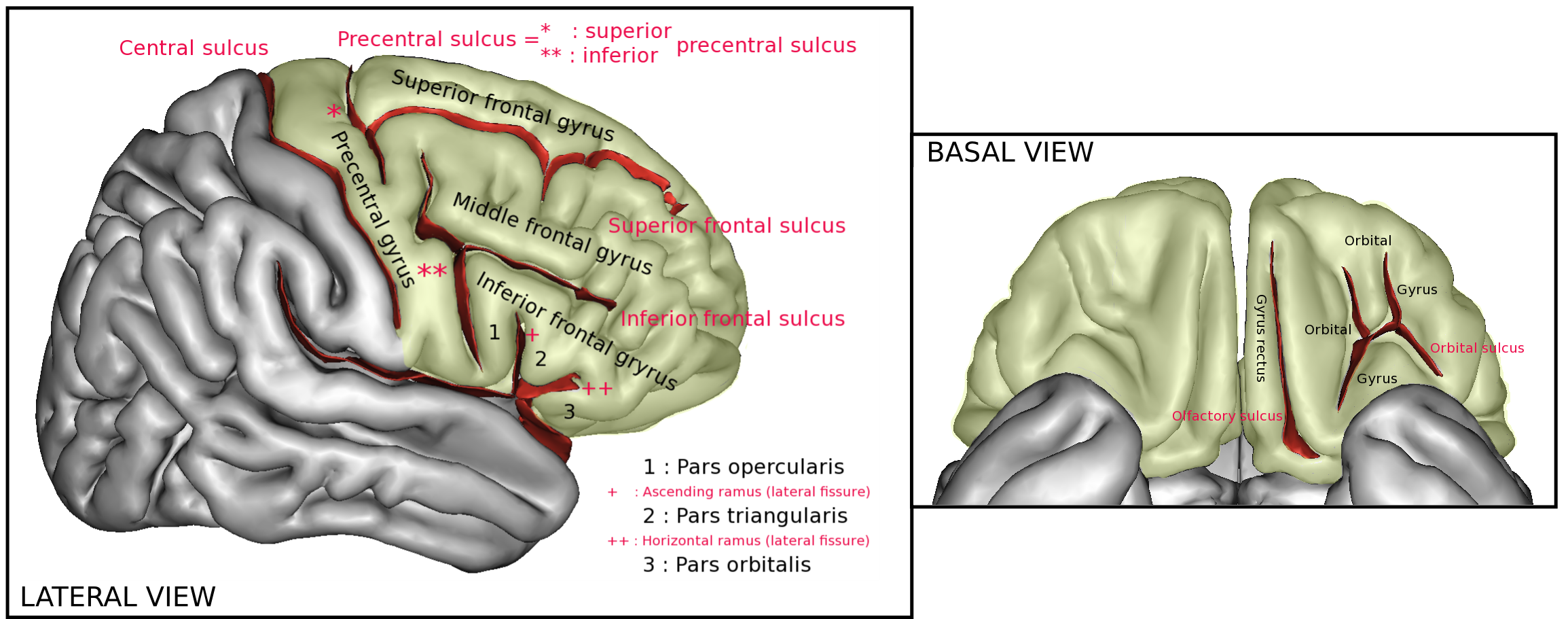
Nhiều nếp cuộn của não có liên quan đến việc xử lý cảm xúc khi tiếp nhận thông điệp ở nam và nữ.

Một nghiên cứu đã thử nghiệm ngôn từ được đánh giá tích cực và tiêu cực trên cả đối tượng nam giới và nữ giới cho thấy việc xử lý cảm xúc thực sự là đặc trưng về giới. Ở nam giới, những ngôn từ được được đánh giá tích cực đã kích hoạt vỏ não bên trái, hồi đai, hồi hải mã, trường mắt trước trái và tiểu não phải, trong khi nữ giới kích hoạt ở nhân vỏ hến phải, hồi trên bờ trái, hồi góc phải, hồi trán dưới trái và vỏ não trái. Ngược lại, ngôn từ được đánh giá tiêu cực đã kích thích sự kích hoạt lớn hơn ở vùng thượng thận bên phải ở nam giới, trong khi kích hoạt lớn hơn ở phần bên trái của đồi hải mã với các kích thích tiêu cực. Do đó, các vùng não khác nhau ở nam và nữ có thể ám chỉ đến phản ứng khác biệt khi xử lý cảm xúc trong các tình huống thân mật.

#### Ghen tuông

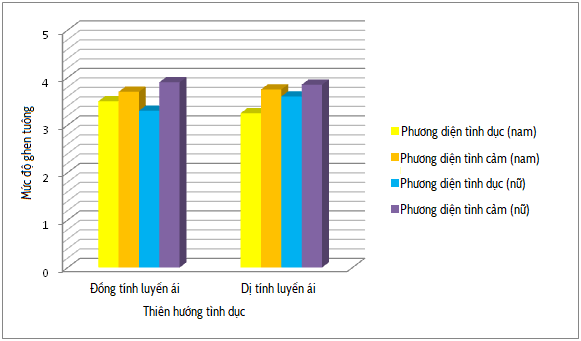
Kích thích sự ghen tuông thông qua hình ảnh tình cảm và tình dục của người bạn đời của họ cho thấy những phản ứng khác nhau ở nam và nữ.

Ghen tuông là cảm giác không an toàn của một đối tác liên quan đến việc mất đi người yêu của họ cho người khác, ghen tuông có thể dẫn đến các tình huống cực đoan như bạo lực và hành hạ từ người bạn đời không an toàn cho người mình yêu.  Trong một nghiên cứu, những người đàn ông và phụ nữ được yêu cầu đánh giá những câu gợi ý về sự không chung thủy về tình dục và cảm xúc và đánh giá mức độ ghen tuông mà họ cảm thấy.

##### Ngoại tình (quan hệ tình dục)
Ở nam giới, việc kích hoạt các vùng não được cho có liên quan đến tình trạng ngoại tình bao gồm vỏ não thị giác, hồi thái dương giữa, hạch hạnh nhân, hồi hải mã và vùng hạch nền. Ở nữ giới, vỏ não thị giác, hồi trán giữa, đồi thị và tiểu não được kích hoạt. Người ta tìm thấy rằng nam giới cho thấy sự kích thích nhiều hơn ở hạch hạnh nhân có liên quan đến ngoại tình, trong khi nữ giới cho thấy sự kích hoạt lớn hơn ở vỏ não thị giác và đồi thị.  Các khu vực trong não nam giới cung cấp cái nhìn sâu sắc về giải phẫu học thần kinh liên quan đến hành vi tình dục và hung hăng. Những khu vực này có thể được nghiên cứu thêm trong các vụ bạo lực gia tăng chống lại các đối tác, thường là do sự gây hấn của nam giới.

##### Ngoại tình (cảm xúc)
Ở nam giới, vỏ não thị giác, vỏ não giữa trước trán, hồi trán giữa, hồi trán lên, hồi đai, thùy đảo, hồi hải mã, đồi não, nhân đuôi, vùng dưới đồi và tiểu não cho thấy đã được kích hoạt. Ở nữ giới, sự kích hoạt ở vỏ não thị giác, vỏ não giữa trước trán, hồi trán giữa, hồi góc, đồi thị và tiểu não đã được ghi nhận.  Kích hoạt ở nam giới nhiều hơn ở hồi trán lên, thùy đảo, hồi hải mã, vùng dưới đồi, và tiểu não, trong khi nữ giới cho thấy hoạt hóa nhiều hơn ở vỏ não thị giác, hồi góc và đồi thị. Các khu vực trong não của nữ giới có khả năng phát hiện ý định, sự lừa dối và sự đáng tin cậy của những người khác.  Cuối cùng, người ta cho rằng việc xử lý cảm xúc khác nhau ở nam giới và nữ giới góp phần vào các phản ứng khác nhau trong các vấn đề của  mối quan hệ thân mật.